# Melchior Barthel

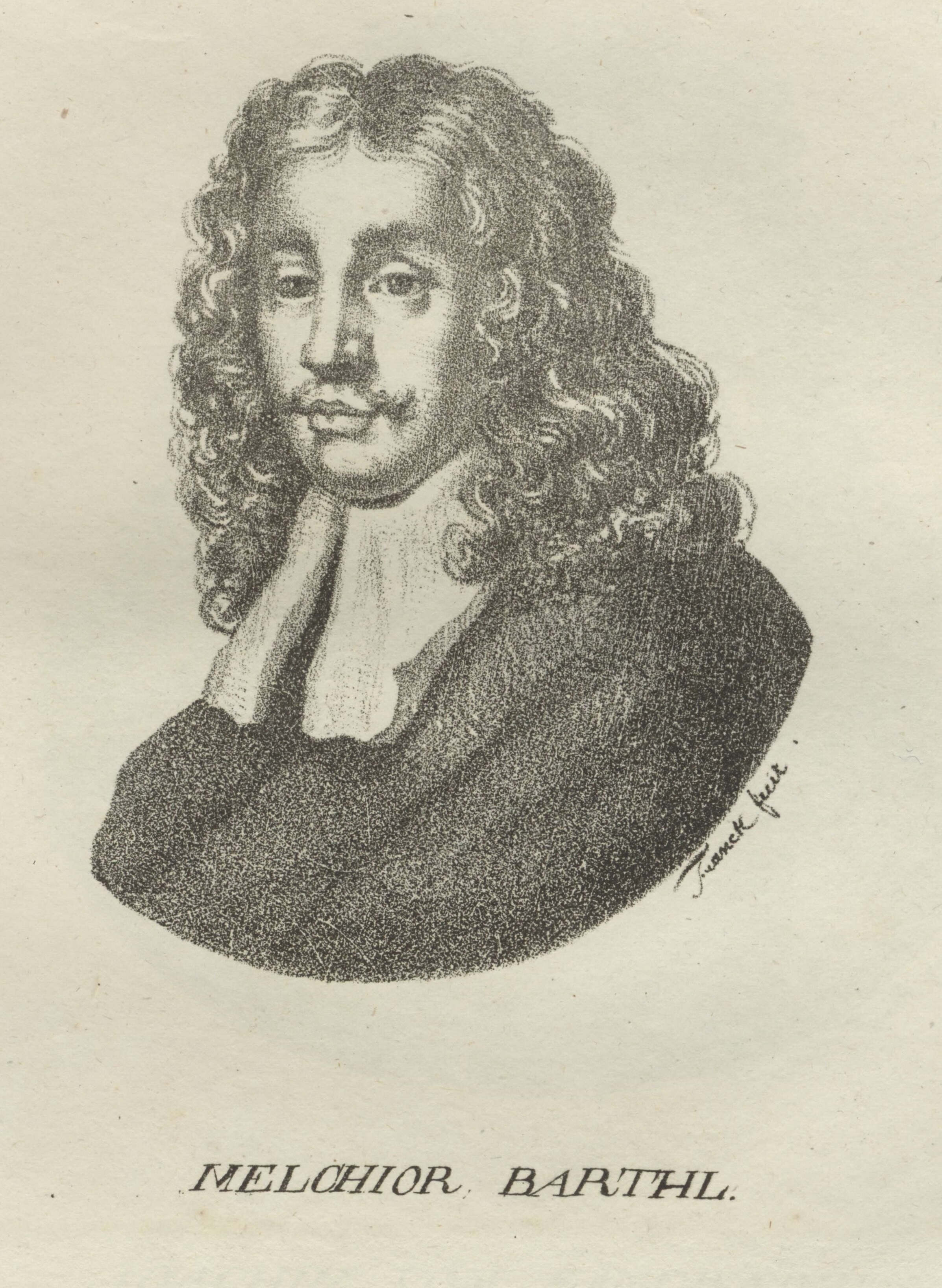
Porträt (Lithografie aus der Künstler-Galerie von Maximilian Franck 1818)

Melchior Barthel (* 10. Dezember 1625 in Dresden; † 12. November 1672 ebenda) war ein deutscher Bildhauer des Barock.

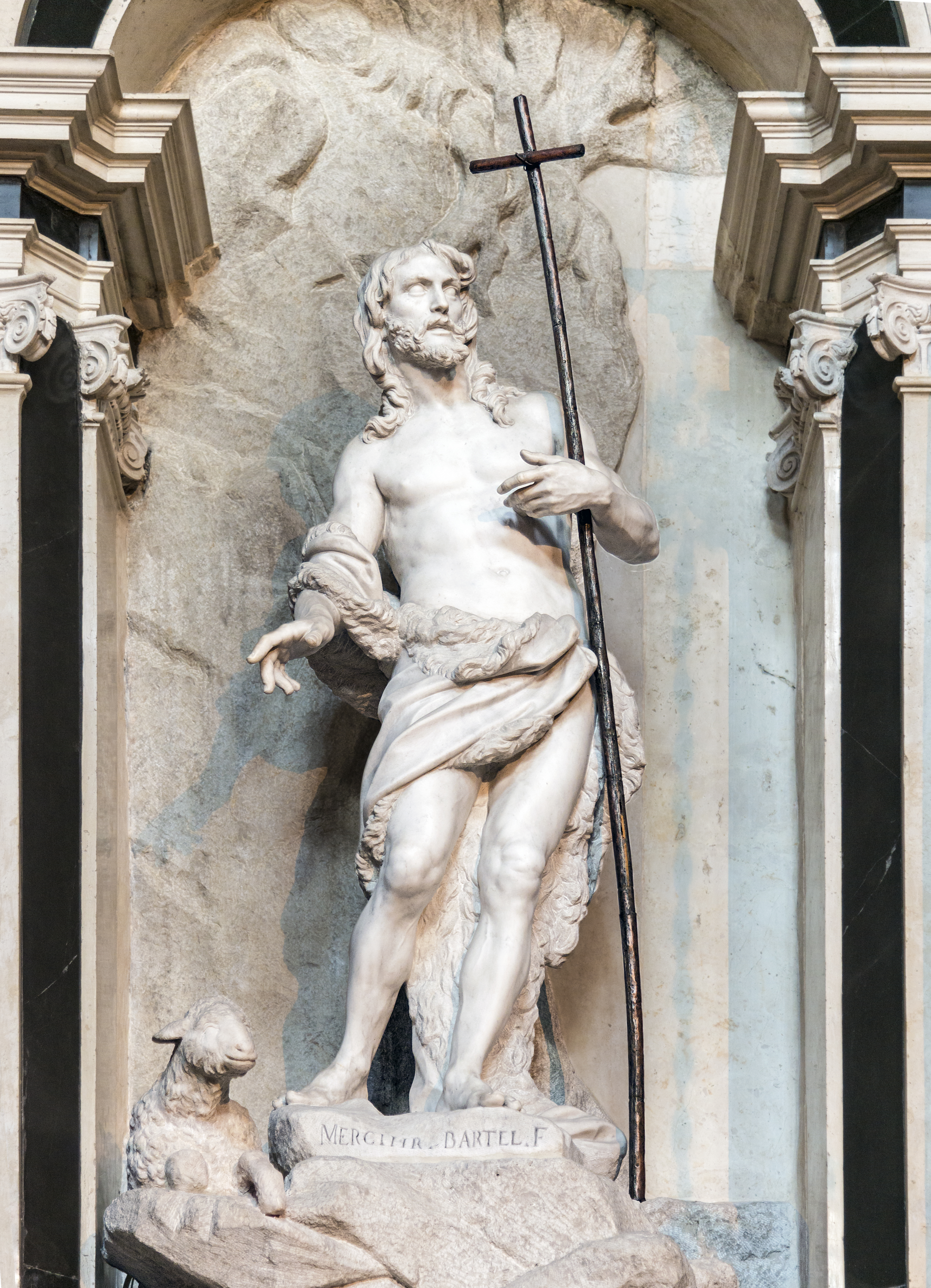
Johannes der Täufer in der Santa Maria di Nazareth (Scalzi) Kirche in Venedig

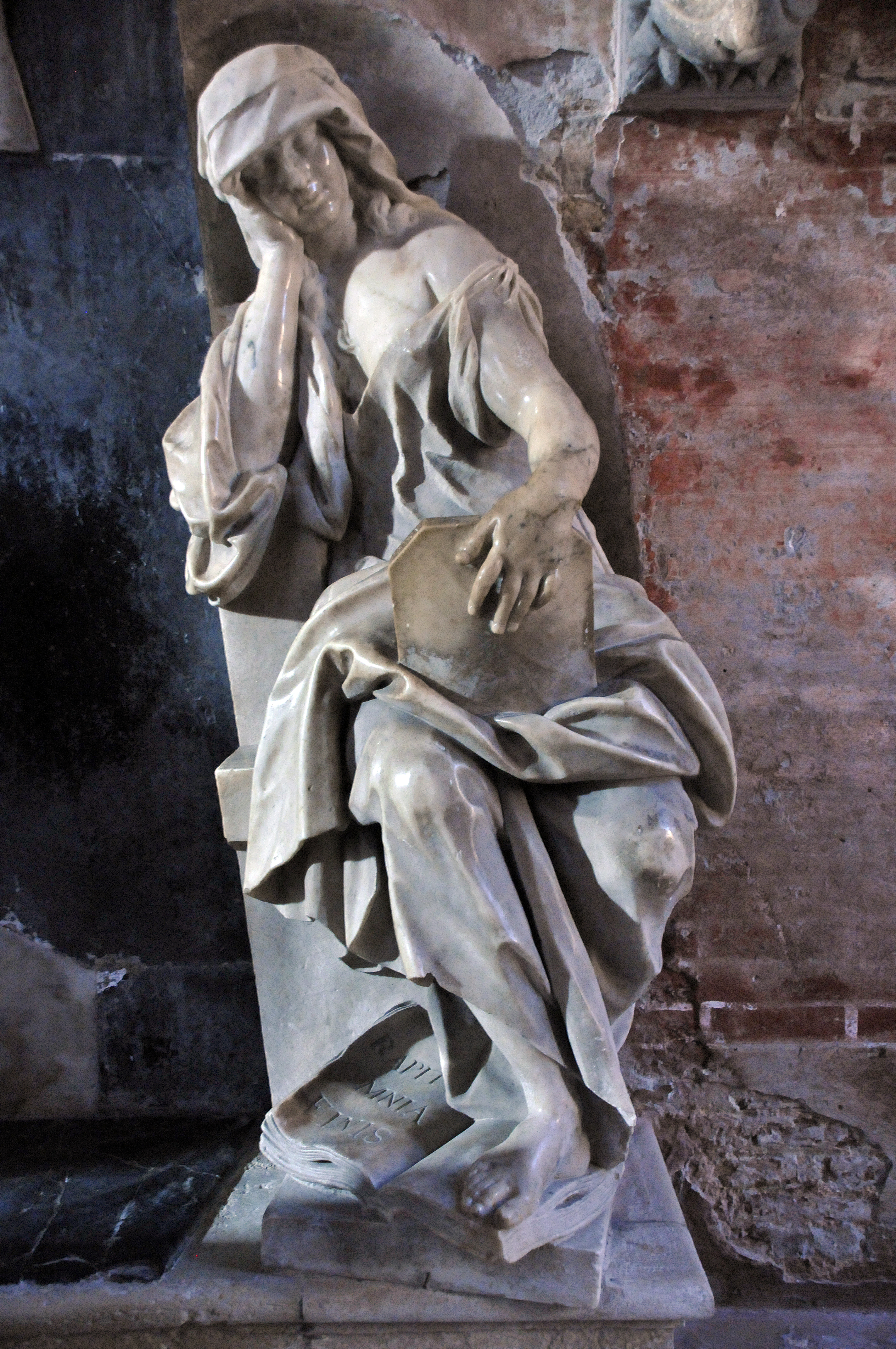
Figur in der Santi Giovanni e Paolo Kirche in Venedig

## Leben
Melchior Barthel wurde am 10. Dezember 1625 in Dresden als Sohn des Dresdner Bildhauers Hieronimus Barthel geboren. Im Alter von 15 Jahren begann er eine Lehre bei seinem Vater, der jedoch kurz darauf starb. Nach dessen Tod sah er sich nach einem neuen Lehrmeister um, den er in Johann Böhme in Schneeberg fand. Im Jahr 1645 nahm er seine Wanderschaft auf, die ihn nach Regensburg zum Bildhauer Heinrich Wilhelm und später nach Passau zum Bildhauer Johann Seitz führte, wo er seine Lehrzeit erfolgreich abschloss. Weiter ging die Wanderschaft durch Österreich nach Ulm. Dort lernte er beim damals berühmten David Helscher, auch Heschler, das Arbeiten mit Elfenbein. Drei Jahre später ging er nach Rom, wo er selbständig arbeitete. Nach zwei Jahren verließ er die Stadt und wandte sich nach Venedig. Dort schuf er in der Zeit von 1665 bis 1669 gemeinsam mit dem Architekten Baldassare Longhena das Grabmal des Dogen Giovanni Pesaro in der Frarikirche, den vier Altantes und den zwei ineinander verwobenen Allegorien vertreten. Diese Arbeit wird als sein künstlerisches Hauptwerk betrachtet. Barthel lebte und arbeitete 17 Jahre in Venedig. Im Jahr 1670 kehrte er nach Dresden zurück und wurde im gleichen Jahr auf Empfehlung des Oberlandbaumeisters Obersten Wolfgang Caspar von Klengel zum Hofbildhauer am sächsischen Hof durch den Kurfürsten Johann Georg II. ernannt. Er brachte zwei Bildhauerschüler, Paul Premsler und Elias Ränz mit nach Dresden. Ein weiterer seiner Schüler war der Bildhauer Mathias Wenzel Jäckel, welcher später in Prag sesshaft wurde. Ränz wurde ein gefragter Bildhauer in Bayreuth. Barthels Gesundheitszustand verschlechterte sich sehr und bereits am 12. November 1672 verstarb er in Dresden.

## Werke, Auswahl
- 1652 Statuen Petrus und Paulus am Castell.
- Statue Johannes der Täufer im Oratorium der Santa Maria di Nazareth Kirche in Venedig.
- 1659–1669 das Grabmal Lanzi in der Santi Giovanni e Paolo Kirche in Venedig.
- Statue Melancholie in der Santi Giovanni e Paolo Kirche in Venedig.
- Turm der Kreuzkirche in Dresden, wurde nach der Zerstörung der Kirche 1760 durch Gottlob August Hölzer in veränderter Form wiederaufgebaut.
- 1670 plastische Arbeiten am Turm der Kreuzkirche Dresden.
- 1671 neben seinen größeren venetianischen Skulpturen sind noch zahlreiche kleine, sehr geschickt ausgeführte Elfenbeinschnitzereien seiner Hand erhalten, die sich unter anderem im Besitz des Grünen Gewölbes in Dresden befinden.
- 1672 ein aus Marmor gefertigtes Epitaph für den Kammerherren Christian Lorentz von Adlersheim in Leipzig, Nikolaikirche.